# سان سافور سور تيني
سان سافور سور تيني (بالفرنسية: Saint-Sauveur-sur-Tinée)‏ هي بلدية فرنسية تقع في إقليم الألب البحرية من منطقة بروفنس ألب كوت دازور في جنوب شرق فرنسا. تبلغ مساحة هذه المدينة 32.28 (كم²)، وترتفع عن سطح البحر 496 م، يبلغ عدد سكانها 339 نسمة حسب إحصاء المعهد الوطني للإحصاء والدراسات الاقتصادية سنة 2009 م. وترأس Josiane Borgogno البلدية خلال فترة (2008-2014).

## وصلات خارجية
- صفحة البلدية على موقع المعهد الوطني للإحصاء والدراسات الاقتصادية